# Języki sentani
Języki sentani, także sentani-demta – niewielka rodzina języków papuaskich używanych w prowincji Papua w Indonezji. Ich użytkownicy zamieszkują północno-wschodnią część prowincji.
Do języków sentani właściwych należą:
sentani, nafri i tabla (tanahmerah, tepera). Język demta (sowari, muris) jest klasyfikowany odrębnie.
S.A. Wurm (1982) zaliczył je do języków transnowogwinejskich. C.L. Voorhoeve (1969) sugerował w szczególności związek z językami asmat, na podstawie podobieństw kulturowych i danych leksykalnych . W.A. Foley (2018) oraz A. Pawley i H. Hammarström (2018) nie potwierdzają takiej ich przynależności. M. Ross (2005) umiejscowił te języki w rozszerzonej wersji rodziny zachodniopapuaskiej (o charakterze spekulatywnym), łącząc je z językami wschodniej Ptasiej Głowy oraz burmeso i tause. Wcześniej (1994) C.L. Voorhoeve odnotował szereg podobieństw leksykalnych między językami sentani a zachodniopapuaskimi (północnohalmaherskimi i zachodniej Ptasiej Głowy), lecz nie uznał ich za oznakę pokrewieństwa (rodziny te są bardzo odmienne typologicznie). Języki sentani charakteryzują się złożoną morfologią czasownikową.
Języki sentani zostały stosunkowo dobrze opisane (istnieje szereg publikacji poświęconych sentani i tabla), choć dokumentacja języków nafri i demta ogranicza się do list słownictwa.

## System zaimków[11]
|                          | sentani | tabla | nafri  | demta |
| ------------------------ | ------- | ----- | ------ | ----- |
| 1. os. lp.               | də(yæ)  | də    | te(ye) | mini  |
| 2. os. lp.               | wə(yæ)  | wə    | we(ye) | we    |
| 3. os. lp.               | nə(yæ)  | nə    | ne(ye) | ngane |
| 1. os. lmn. (exclusivus) | me(yæ)  | e     | me     | ngama |
| 1. os. lmn. (inclusivus) | e(yæ)   |       |        |       |
| 2. os. lmn.              | mə(yæ)  | we    | mai    | me    |
| 3. os. lmn.              | nə(yæ)  | nə    | ne(ye) | kumbi |